# ISNA
L'Agenzia di stampa degli studenti iraniani o ISNA (in inglese Iranian Students' News Agency) è un'agenzia giornalistica iraniana fondata da Abolfazl Fateh a Teheran il 4 novembre 1999.
Creata con lo scopo di fornire notizie dal mondo universitario iraniano, l'ISNA garantisce attualmente un'ampia copertura di notizie nazionali e internazionali e, attraverso il suo sito internet, fornisce dispacci in lingua persiana e inglese. L'agenzia è in maggior parte costituita da studenti universitari che forniscono la propria collaborazione come volontari.
L'agenzia ISNA è in parte finanziata dal governo iraniano.